# Besart Berisha
Besart Selim Berisha (* 29. července 1985, Priština, Jugoslávie) je kosovský fotbalový trenér a bývalý fotbalista, který je v současnosti asistentem trenéra kosovského klubu Priština.
Nastupoval za reprezentaci Albánie a následně za reprezentaci Kosova.
Hrál např. v Anglii nebo Japonsku.

## Statistiky

### Klubové
| Klub                   | Sezóna         | Liga                            | Liga   | Liga | Pohár  | Pohár | Kontinentální | Kontinentální | Celkem | Celkem |
| Klub                   | Sezóna         | Divize                          | Utkání | Góly | Utkání | Góly  | Utkání        | Góly          | Utkání | Góly   |
| ---------------------- | -------------- | ------------------------------- | ------ | ---- | ------ | ----- | ------------- | ------------- | ------ | ------ |
| Tennis Borussia Berlín | 2003/04        | NOFV-Oberliga Nord              | 4      | 1    | —      | —     | —             | —             | 4      | 1      |
| AaB (hostování)        | 2004/05        | Danish Superliga                | 3      | 0    | —      | —     | —             | —             | 3      | 0      |
| Horsens (hostování)    | 2005/06        | Danish Superliga                | 32     | 11   | —      | —     | —             | —             | 32     | 11     |
| Horsens (hostování)    | 2008/09        | Danish Superliga                | 10     | 4    | —      | —     | —             | —             | 10     | 4      |
| Horsens (hostování)    | Celkem         | Celkem                          | 42     | 15   | —      | —     | —             | —             | 42     | 15     |
| Hamburger SV           | 2006/07        | Německá fotbalová Bundesliga    | 12     | 1    | 1      | 0     | 2             | 1             | 15     | 2      |
| Rosenborg (hostování)  | 2008           | Tippeligaen                     | 8      | 3    | —      | —     | 4             | 0             | 12     | 3      |
| Arminia Bielefeld      | 2010/11        | 2. Německá fotbalová Bundesliga | 28     | 2    | 1      | 0     | —             | —             | 29     | 2      |
| Brisbane Roar          | 2011/12        | A-League                        | 29     | 21   | —      | —     | 6             | 2             | 35     | 23     |
| Brisbane Roar          | 2012/13        | A-League                        | 27     | 14   | —      | —     | 1             | 0             | 28     | 14     |
| Brisbane Roar          | 2013/14        | A-League                        | 20     | 13   | —      | —     | —             | —             | 20     | 13     |
| Brisbane Roar          | Celkem         | Celkem                          | 76     | 48   | —      | —     | 7             | 2             | 83     | 50     |
| Melbourne Victory      | 2014/15        | A-League                        | 28     | 15   | 3      | 3     | —             | —             | 31     | 18     |
| Melbourne Victory      | 2015/16        | A-League                        | 26     | 18   | 5      | 5     | 8             | 4             | 39     | 27     |
| Melbourne Victory      | 2016/17        | A-League                        | 26     | 19   | 4      | 2     | —             | —             | 30     | 21     |
| Melbourne Victory      | 2017/18        | A-League                        | 28     | 14   | 2      | 2     | 5             | 2             | 35     | 18     |
| Melbourne Victory      | Celkem         | Celkem                          | 108    | 66   | 14     | 12    | 13            | 6             | 135    | 84     |
| Sanfrecce Hirošima     | 2018           | J1 League                       | 6      | 0    | 1      | 0     | —             | —             | 7      | 0      |
| Western United FC      | 2019/20        | A-League                        | 27     | 19   | —      | —     | —             | —             | 27     | 19     |
| Western United FC      | 2020/21        | A-League                        | 12     | 6    | —      | —     | —             | —             | 12     | 6      |
| Western United FC      | Celkem         | Celkem                          | 39     | 25   | 0      | 0     | 0             | 0             | 39     | 25     |
| Kariéra celkem         | Kariéra celkem | Kariéra celkem                  | 326    | 161  | 17     | 12    | 21            | 6             | 362    | 179    |

### Reprezentační
| Reprezentace | Roky   | Utkání | Góly |
| ------------ | ------ | ------ | ---- |
| Albánie      |        |        |      |
| 2006         | 1      | 0      |      |
| 2007         | 5      | 0      |      |
| 2008         | 4      | 0      |      |
| 2009         | 6      | 0      |      |
| Celkem       | Celkem | 16     | 0    |
| Kosovo       |        |        |      |
| Roky         | Utkání | Góly   |      |
| 2017         | 1      | 0      |      |
| Celkem       | Celkem | 1      | 0    |